# Сръбските претенции в Западна България
„Сръбските претенции в Западна България“ (изписване до 1945 година: Сръбскитѣ претенции въ Западна България) e патриотичен памфлет, издаден в 1897 година в София на български език с автор Христо Матов.
На 11 май 1893 година на вечеринка в „Славянска беседа“ Матов като студент в Софийския университет изнася реч за претенциите, които сърбите имат за земи в западна България. В януари 1894 година речта излиза като статия в списание „Български преглед“, публикувана под пседонима Дримколов, а в 1897 година излиза и като отделна брошура. В нея Матов доказва българщината на славянското население в Македония и отхвърля като несъстоятелни твърденията, че то е сръбско. Текстът започва така:
| „ | Въ тая статия искамъ да сподѣля съ читателитѣ нѣколко мисли за претенциитѣ, които въ най-ново врѣме поддигнаха Сърбитѣ върху оная наша страна, която етнографски се нарича Западна България, а археологически е позната подъ име Македония. Фактъ е, констатиранъ вече, че Македонскитѣ Българи сѫ захванали да се събуждатъ по-рано отъ Мизийскитѣ и Тракийскитѣ... | “ |